# گووخوو (شهرستان گوستنگ)
گووخوو (به لاتین: Głuchów) یک روستا در لهستان است که در گمینا پوگوژلا واقع شده‌است.